# Corrida de São Silvestre de 1931
A Corrida de São Silvestre de 1931 foi a 7ª edição da prova de rua, realizada no dia 31 de dezembro de 1931, no centro da cidade de São Paulo, a largada aconteceu as 23h45m, a prova foi de organização da Cásper Líbero.
O vencedor foi José Agnello, do Club Athletico Paulistano com o tempo de 26m05s.

## Percurso
Da Avenida Paulista, esquina da Av. Angélica – Monumento do Olavo Bilac até o Clube de Regatas Tietê, com 8.200 metros.
- Participantes: 1.306 atletas
- Chegada: 213 atletas atravessaram a linha de chegada 5 minutos após a passagem do campeão.[3]

## Resultados

#### Masculino
- 1º José Agnello (Brasil) - 26m05s